# Great Kills
Great Kills is een wijk van het New Yorkse stadsdeel Staten Island. Het was in 1865 gesticht als een dorp. Het was een landelijk gebied tot de opening van de Verrazzano-Narrows Bridge in 1964. Kill is afgeleid van het Nederlandse woord kil dat kreek betekent. De wijk wordt bestuurd door de Staten Island Community Board 3.

## Geschiedenis
In 1664 werd land op Staten Island gekocht door de Fransman Jacques Guyon en La Grand Kills genoemd. De naam refereert naar de vele kreken in het gebied waaronder Big Creek en Little Creek. In 1860 werd Station Gifford geopend aan de Staten Island Railway. In 1865 werd Great Kills opgericht als een onafhankelijk dorp met lokaal bestuur. De naam van het station werd later gewijzigd in Station Great Kills. Het was een vissersdorp waar voornamelijk op krab en oesters werd gevist. Grote gedeeltes van het gebied bestond uit moeras.
In 1898 werd Staten Island geannexeerd door New York en werd het een wijk van New York. In de jaren 1920 en 1930 werden woonwijken gepland, maar door de crisis van de jaren 1930 vond weinig ontwikkeling plaats. In 1964 werd de Verrazzano-Narrows Bridge geopend en was Staten Island verbonden met Brooklyn en indirect met Manhattan en vond grootschalige woningbouw plaats.

## Great Kills Park
Aan de kust in de baai bevond zich het eiland Crooke’s Point. Afhankelijk van het getijde vormde zich een tombolo en werd het een schiereiland. In de jaren 1940 werd de tombolo met zand versterkt, en werd het een permanent schiereiland. Een snelweg langs de kust was gepland, maar was nooit gebouwd. In 1973 werd het Great Kills Park opgericht en is onderdeel van het beschermde natuurgebied Gateway National Recreation Area.

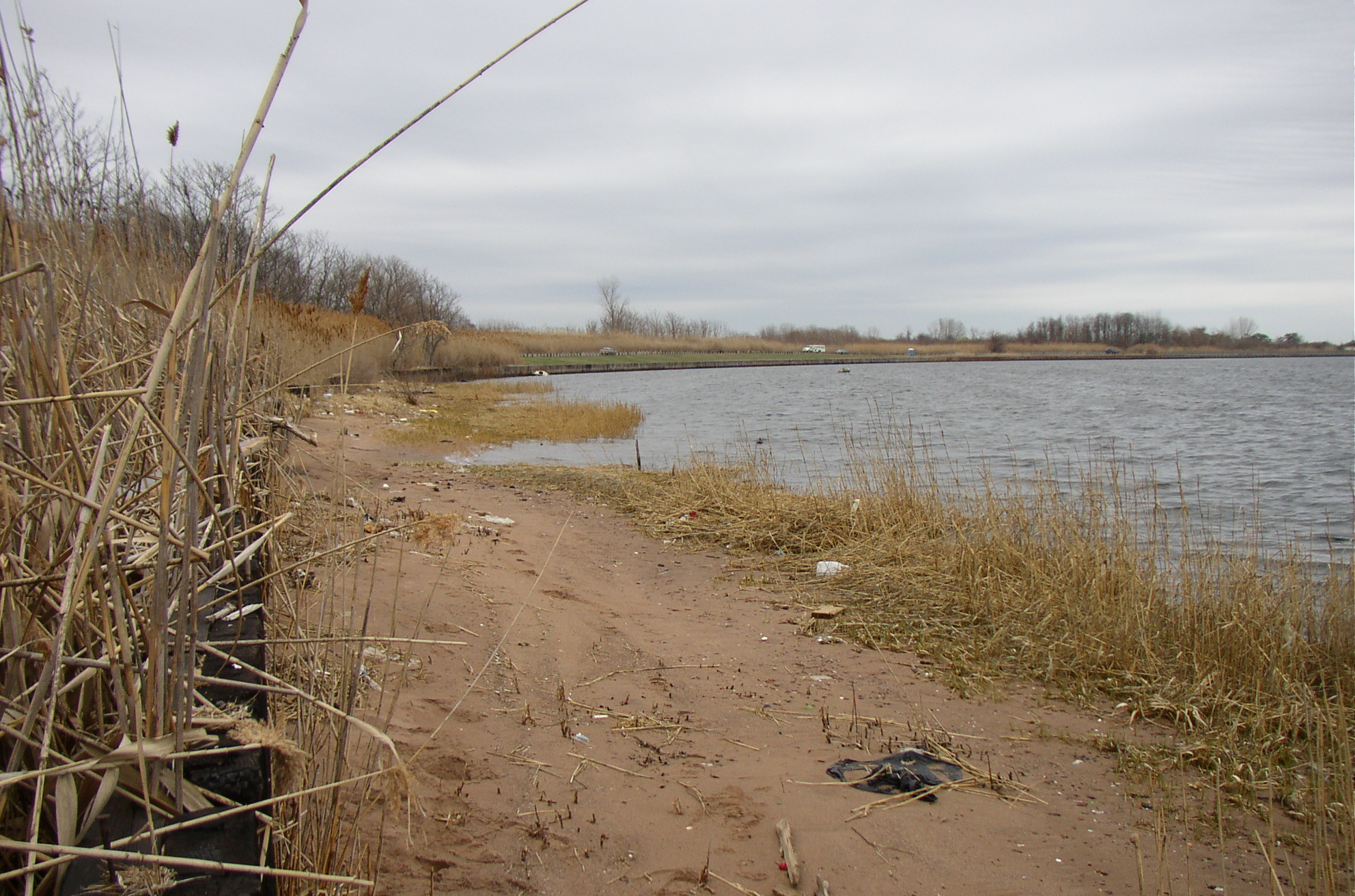
Strand van Great Kills Park

## Demografie
De wijken Great Kills en Eltingville vormen samen één censusgebied. In 2020 telden de wijken 54.699 inwoners. 79,7% van de bevolking is blank; 7,5% is Aziatisch; 0,6% is Afro-Amerikaans en 10,2% is Hispanic ongeacht ras of etnische groepering. In 2019 was het gemiddelde gezinsinkomen 96.003 dollar, wat fors boven het gemiddelde van de stad New York ligt ($72.108).

## Geboren
- Rick Schroder (1970), acteur[11]
- Alyssa Milano (1972), actrice, zangeres en fotografe[11]
- Pete Davidson (1993), stand-upcomedian en acteur[12]

## Trivia
De Nederlandse film Great Kills Road uit 2009 speelt zich gedeeltelijk af in Great Kills.

## Galerij

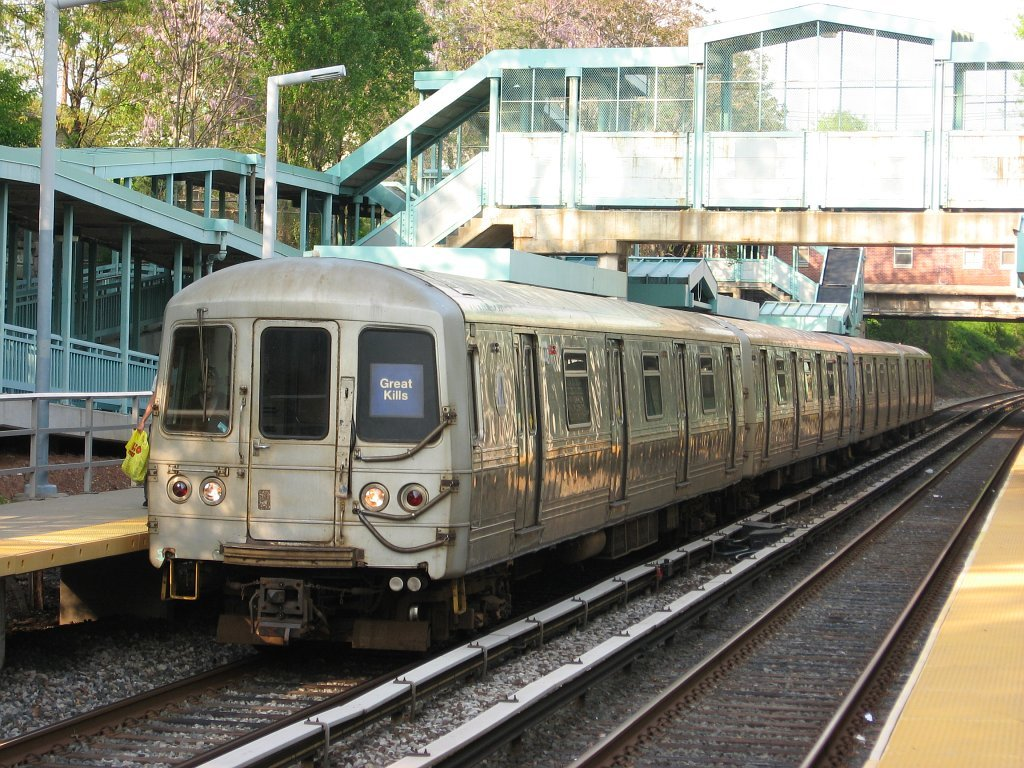
Station Great Kills
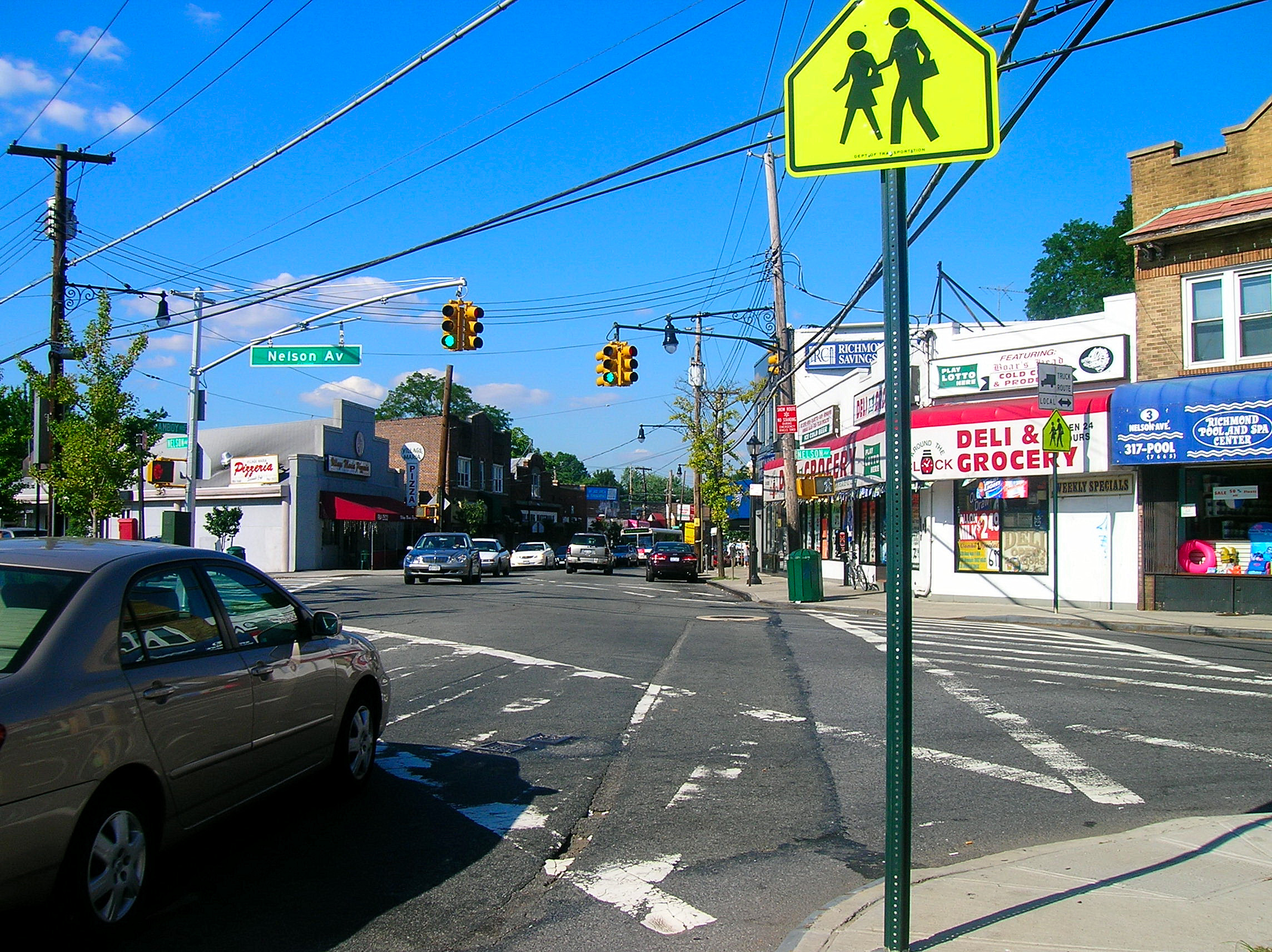
Centrum van Great Kills
Ansichtkaart van Swiss Chalet in Great Kills
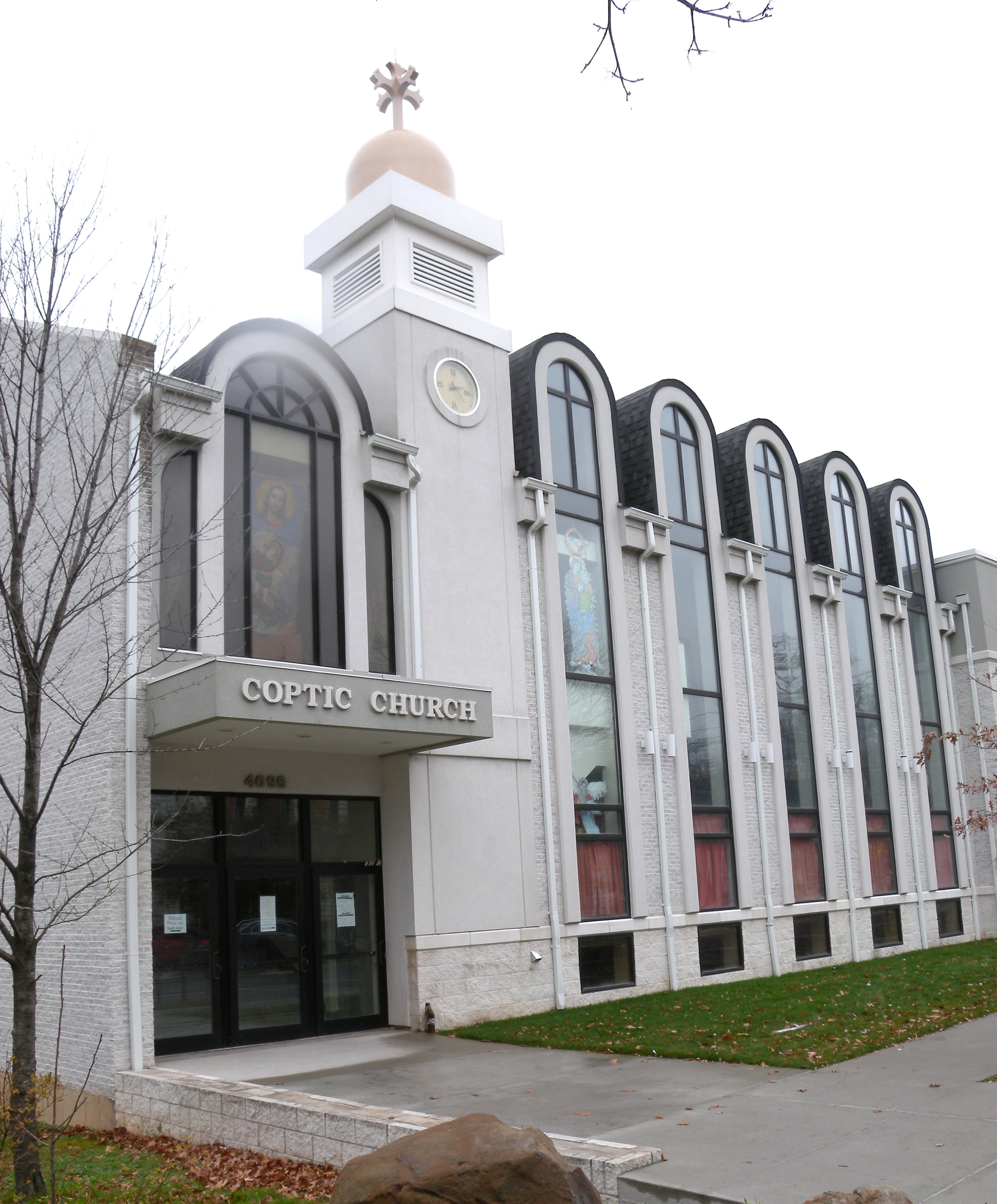
De Koptisch-Orthodoxe Kerk van Great Kills

Great Kills · New Dorp · Port Richmond · Rossville (Sandy Ground) · South Beach · St. George · Todt Hill · Tottenville